# 大庙街
大庙街位于江西婺源县（旧属安徽省徽州府）县城老城蚺城街道中部，是当地保存最完整的老街。
婺源县投资800多万元，完成大庙街棚改工程，将其打造为步行街，于2017年初完成，修旧如旧，保留原有的文化底蕴和特色。
此前在2005-2006年，该县曾将老城区建于1959年的主干路星江路改造为仿古商业街朱子步行街，并在其西、东两端恢复了太子太保四柱牌坊和文公阙里牌坊，同时重建了婺源孔庙大门。
2020年，婺源县大庙街历史文化街区及其东侧的南门街历史文化街区同被列为江西省历史文化街区。街区内22条街巷中，有大庙后街、大庙街、先儒街、担水巷、北门街、西培里等8条历史街巷保存状况较好，两侧保存90余幢徽派风格的传统民居、商铺。大庙街北侧的灵顺庙是中国五显神民间信仰的祖庭